# Nelson Shin
Nelson Shin (ou Shin Neung-kyun, ko : 신능균), né en 1939, est un réalisateur sud-coréen de films et de séries télévisées d'animation. Il est le fondateur et président du studio d'animation AKOM, à Séoul. Shin fut celui qui créa les effets spéciaux des sabre-lasers des Jedi dans les films de la saga Star Wars. Il est surtout connu pour être le principal animateur des Simpson, et le réalisateur de la série animée les Transformers.
Il réalisa le film L'Impératrice Chung, premier film à être sorti simultanément en Corée du Sud et en Corée du Nord, en 2005.
Shin a enseigné l'animation à l'université Dankook, à l'université Hongik et à l'université de Cheonan.